# Кусков, Анатолий Васильевич
Анатолий Васильевич Кусков (3 ноября 1937, Перелоги, Калининская область — 30 ноября 2019, Тольятти, Самарская область) — советский военный деятель, генерал-майор, начальник Тольяттинского военного технического института (1987—1994).

## Биография
Родился в деревне Перелоги (ныне — в Рамешковском округе Тверской области). 
Анатолий поступил в Пушкинское военное строительно-техническое училище, по окончании которого был направлен на строительство космодрома Байконур, член КПСС. В 1967 году окончил Ленинградское высшее военное инженерно-техническое училище, после чего занялся преподавательской деятельностью. Начав с должности преподавателя — командира взвода сержантов, он дослужился до должности заместителя начальника Горьковского ВВСКУ.
С 1987 по 1994 год — начальник Тольяттинского высшего военно-строительного командного училища.
С 1994 по 2009 год — директор тольяттинского футбольного стадиона «Торпедо», в составе ОАО АВТОВАЗ.
С 1998 по 2017 год — директор «Фонда поддержки и развития детского-юношеского футбола г. Тольятти»
С 2009 до конца жизни — директор физкультурно-спортивной лыжной базы ОАО АВТОВАЗ.

## Награды
- Орден Красной Звезды;
- Орден «За службу Родине в Вооружённых Силах СССР» 3 степени
- медали.